# Amy Post

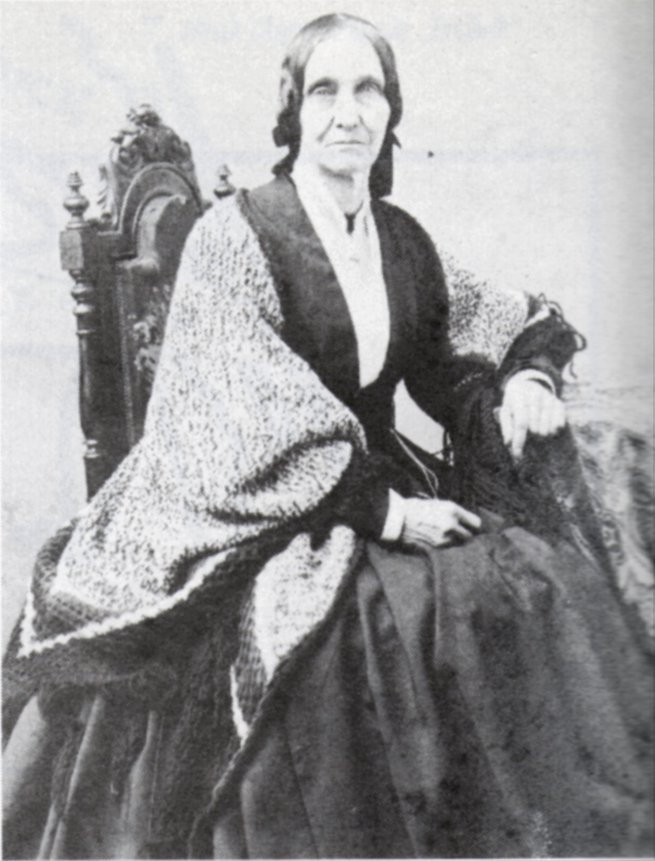
Fotografia de Amy Kirby

Amy Kirby Post (20 de dezembro de 1802 - 29 de janeiro de 1889) foi uma activista durante o século XIX, da abolição da escravatura e dos direitos das mulheres.
Post também foi co-fundadora de um ramo local do Sindicato Protector das Mulheres Trabalhadoras e defendeu a reforma da saúde como uma questão fundamental relacionada ao empoderamento das mulheres.:1 Post serviu como tesoureira do sindicato, cujo trabalho incluía a defesa de salários mais elevados para as mulheres trabalhadoras com o objectivo da paridade salarial entre os sexos.

## Legado
Amy Kirby Post é lembrada por ser um dos primeiros modelos de "política de estilo de vida" que combinava esforços activistas com a vida diária. Essas políticas de estilo de vida incluíam as práticas quotidianas de relações conjugais, uso da linguagem, gravidez, métodos de cura, escolha de roupas, estilo de adoração e uso do tempo de lazer. Tais escolhas poderiam ser um reflexo de compromissos políticos, e Post abraçou esta abordagem para expressar os seus compromissos activistas através da sua vida quotidiana e adicionalmente aos seus esforços de organização. Este tipo de activismo permitiu que as mulheres estivessem tão empenhadas na mudança política como os homens, mesmo quando lhes foi negado o direito de voto.
O activismo de Post também continua a ser um exemplo de uma abordagem emaranhada de movimento social que defendia formas multifacetadas de justiça social, em vez de abordagens centradas numa única questão, como a abolição ou os direitos das mulheres, que se pensava terem individualmente o potencial para mudar suficientemente a sociedade. :9